# Turven
Turven is een methode voor het noteren van een telling door voor ieder geteld element een streepje te zetten. Turven kan worden opgevat als een additief getalstelsel dat alleen lijnen als eenheid gebruikt. Er bestaan wereldwijd drie hoofdsystemen. Het woord is mogelijk afgeleid van het tellen bij het turfsteken.

## Turfsystemen

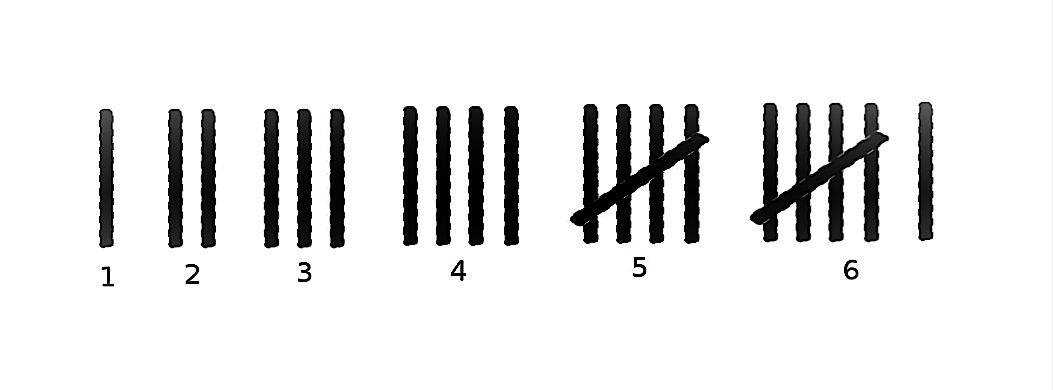
Noord-Europees systeem met aantallen 1 - 6

### Europa (zonder Frankrijk en Spanje), Noord-Amerika en Australië
In dit systeem worden steeds vier streepjes verticaal en het vijfde dwars door de vorige vier gezet. Daardoor ontstaan groepjes van vijf, die later gemakkelijk geteld kunnen worden voor het eindresultaat van de telling.

Franco-iberische systeem met aantallen 1 - 5

### Frankrijk, Spanje, franstalig Afrika en Zuid-Amerika
In dit systeem worden de lijnen in de vorm van een vierkant met een dwarse lijn gezet.

Oosters systeem met de aantallen 1 - 5

### Verre Oosten
In China, Korea en Japan wordt het Chinese karakter voor "correct" of "rechtop" gebruikt: 正 (pinyin: zhèng). De strepen van het karakter worden van boven naar beneden geplaatst.

## Gebruik
Turven wordt onder meer gebruikt voor het bijhouden van eenvoudige tellingen, zoals bestellingen in een café, het tellen van stemmen in eenvoudige situaties bij handmatige statistiek, bijvoorbeeld in de vinkensport ("afvinken").